# On nous appelle les mods
Pour plus de détails, voir Fiche technique et Distribution.
On nous appelle les mods (Dom kallar oss mods) est un film documentaire suédois réalisé par Stefan Jarl et Jan Lindkvist sorti en 1968.

## Fiche technique
- Titre : On nous appelle les mods
- Titre original : Dom kallar oss mods
- Réalisation et scénario : Stefan Jarl et Jan Lindkvist
- Musique : Hawkey Franzén
- Sortie : 1968
- Durée : 100 min
- Format : Noir et blanc